# Espérance sportive de Tunis (boxe)
Cet article concerne la section boxe de l'Espérance sportive de Tunis. Pour les autres sections, voir Espérance sportive de Tunis.
L'Espérance sportive de Tunis est un club tunisien de boxe anglaise basé à Tunis. Il est l'un des clubs les plus titrés du pays.

## Palmarès
- Championnat de Tunisie de boxe (20)
- Coupe de Tunisie de boxe (11)

## Staff technique
| Fonction               | Nom                     | Pays    |
| ---------------------- | ----------------------- | ------- |
| Directeur technique    | Hassan Houki            | Tunisie |
| Entraîneur des seniors | Slim Houki              | Tunisie |
| Juniors                | Aymen Toumi (1er degré) | Tunisie |
| Cadets                 | Riadh Klaîi (1er degré) | Tunisie |
| Animateur sportif      | Ali Khammar             | Tunisie |
| Préparateur physique   | Hassan Melki            | Tunisie |

## Effectif
| Poids               | Nom                 | Pays    |
| ------------------- | ------------------- | ------- |
| 48 kg               | Fayez Ben Fraj      | Tunisie |
| 51 kg               | Walid Cherif        | Tunisie |
| 57 kg               | Tarak Ben Romdhane  | Tunisie |
| 64 kg               | Mohamed Ali Lâaribi | Tunisie |
| 69 kg               | Adnene Balti        | Tunisie |
| 75 kg               | Moez Ghrissi        | Tunisie |
| 81 kg               | Abdelkader Maâtoug  | Tunisie |
| Mi-lourds -81 kg    | Yahya Mekacheri     | Tunisie |
| Lourds -91 kg       | Karim Ayari         | Tunisie |
| Super-lourds +91 kg | Mourad Chebbi       | Tunisie |